# Velinga distrikt
Velinga distrikt är ett distrikt söder om Tidaholm, i Tidaholms kommun i Västra Götalands län.

## Tidigare administrativ tillhörighet
Distriktet inrättades 2016 och utgörs av socknen Velinga i Tidaholms kommun. Området motsvarar den omfattning Velinga församling hade vid årsskiftet 1999/2000.